# William Wallace
Sir William Wallace (škot. Uilleam Uallas) (Paisley, oko 1270. – London, 23. kolovoza 1305.), legendarni škotski vitez, odmetnik, nacionalni junak i vođa Škota u Ratovima za škotsku neovisnost. Pokušao je izboriti izgubljenu neovisnost Škotske, a iako nije uspio u tome, postao je važna povijesna figura u borbi za škotsku slobodu. Po pučkoj predaji, bio je visok blizu dva metra. Njegov život i uloga inspirirali su Slijepog Harryja, barda iz 15. stoljeća koji je napisao poemu "Djela i čini Williama Wallacea, viteza Elderslieja".

## Životopis
Ne zna se mnogo o njegovu podrijetlu i obitelji. Rođen je u obitelji pripadnika nižeg plemstva iz zapadne Škotske. U njegovo doba Škotska je bila podložna engleskoj kruni. Postao je ozloglašeni odmetnik kada je ubio engleskog šerifa. Okupio je bandu odmetnika i uskoro je stekao pristaše među pučanima i članovima nižeg plemstva, dok nikada nije imao punu i iskrenu potporu srednjeg i višeg plemstva. Godine 1297. poveo je pobunu protiv engleske vlasti, koja je prisilila engleskog kralja, Eduarda I. Dugonogog na intervenciju protiv njega i škotskih pobunjenika.
Dana 11. rujna 1297. godine Wallace je pobijedio Engleze u bitci kod Stirlinškog mosta. S 2.300 vojnika protiv oko 10.000 engleskih. U toj je bitci poginuo Andrew Moray, uz Wallacea najveći predvodnik Škotskih ratova za samostalnost. Za taj uspjeh dobiva u ožujku 1298. godine titulu Sir i biva imenovan glavnim zapovjednikom škotske vojske i "čuvarem škotskog kraljevstva".
Titule Čuvara Škotske se odrekao nakon poraza u bitki kod Falkirka. Uhićen je 3. kolovoza 1305. godine u Robroystonu u blizini Glasgowa. Mučen je i ubijen zbog izdaje 23. kolovoza 1305. godine. Obješen je, a tijelo mu je raščetvoreno. Glava mu je nabijena na kolac i postavljena na Londonski most, a udovi poslani u 4 engleska grada, Newcastle, Berwick, Stirling i Perth.
Škotska neovisnost izborena je 1314. godine bitkom kod Bannockburna pod vodstvom Roberta Brucea, novoga škotskog kralja.

## Galerija
- Spomenik u Aberdeenu
- Wallace spomenik kraj Stirlinga
- William Wallace odbija engleske uvjete
- Prikaz Williama Wallacea

## Vanjske poveznice
- William Wallace - Britannica Online (engl.)
- William Wallace - New World Encyclopedia (engl.)
- Sir William Wallace - encyclopedia.com (engl.)